# 結婚戦争ここ一番!
『結婚戦争ここ一番!』（けっこんせんそうここいちばん）は、1969年7月26日から9月27日までTBS系の土曜20:00 - 20:56（JST）に放送された日本のテレビドラマ。主演は川崎敬三。

## 概要
前途有望な化粧品会社のセールスマンが女性上位の風調に抵抗し、亭主関白を宣言する。しかし早くも苦戦する事になる。
裏番組『コント55号の世界は笑う』（フジテレビ系）の人気で視聴率は低迷、この番組の終了をもって1961年10月開始の海外作品『サーフサイド6』から、中断を置きながら8年間続いたこの枠のドラマは休止。次番組として、その後「お化け番組」とも称されたザ・ドリフターズの『8時だョ!全員集合』が開始となり、以後バラエティ枠として定着。この枠でドラマが再開されるのは、38年半後の2008年4月19日開始の『ROOKIES』である。

## 出演者
- 小野山章三：川崎敬三
- 小野山秋子：日色ともゑ
- 新子：二木てるみ
- ユカ：野川由美子
- 和代：水野久美
- ルミ子：進千賀子
- 東野大造：田崎潤
- はな：賀原夏子
- 洋子：荒木道子
- 新林吾郎：大沢健三郎
- 魚源：田武謙三
- 敬太：沢本忠雄
- マリ子：伊東ひでみ
- 朋子：西村良子
- 菊治：曽我廼家一二三（第6話）
- 君枝：本山可久子（第6話）
- 番頭：新田五郎（第6話）
- あけみ：原田あけみ（第6話）
- 勇：矢崎知紀（第8話）
- 房枝：加藤恵美子（第9話）
- 加奈子：塩沢とき（第9話）

## スタッフ
- 脚本：小山内美江子、米谷純一
- 監督：松林宗恵、土屋統吾郎

## サブタイトル
| 話数 | 放送日        | サブタイトル               | 脚本         | 監督       |
| ---- | ------------- | -------------------------- | ------------ | ---------- |
| 1    | 1969年7月26日 | Z旗上げて                  | 小山内美江子 | 松林宗恵   |
| 2    | 8月2日        | あの男を探ぐれ             | 小山内美江子 | 松林宗恵   |
| 3    | 8月9日        | オー・プロポーズ           | 小山内美江子 | 土屋統吾郎 |
| 4    | 8月16日       | 当たってくだけろ           | 米谷純一     | 土屋統吾郎 |
| 5    | 8月23日       | 鳴らせウエディング・ラッパ | 小山内美江子 | 土屋統吾郎 |
| 6    | 8月30日       | 新婚旅行は1+3              | 小山内美江子 | 松林宗恵   |
| 7    | 9月6日        | 女は度胸で男は?            | 小山内美江子 | 松林宗恵   |
| 8    | 9月13日       | ヌカミソは亭主の味         | 小山内美江子 | 松林宗恵   |
| 9    | 9月20日       | 男と女は奇々怪々           | 小山内美江子 | 松林宗恵   |
| 10   | 9月27日       | バンザイ! 亭主関白         | 小山内美江子 | 松林宗恵   |

## 参考資料
- 結婚戦争ここ一番! - テレビドラマデータベース